# Коцјанчичи
Коцјанчичи (словен. Kocjančiči, итал. Cociancici) су некадашње насељено место у саставу градске општине Копар, Обално-Крашка регија, Словенија.

## Историја
До територијалне реорганизације у Словенији били су у саставу старе општине Копар. Године 1992. насеље је укинуто и припојено насељу Свети Антон.

## Становништво
| Број становника према пописима |
| ------------------------------ |
| 1991                           |
| 38                             |

Напомена: Године 1992. припојен насељу Свети Антон.